# Acanthurus chronixis
Acanthurus chronixis là một loài cá biển thuộc chi Acanthurus trong họ Cá đuôi gai. Loài cá này được mô tả lần đầu tiên vào năm 1960.

## Từ nguyên
Từ định danh của loài cá này không được giải thích rõ bởi tác giả Randall, có lẽ bắt nguồn từ chronikos trong tiếng Latinh ("dòng thời gian"), hàm ý đề cập đến sự khác biệt về hình thái giữa cá trưởng thành và cá con, như lời bình luận của Randall.

## Phạm vi phân bố và môi trường sống
A. chronixis có phạm vi phân bố ở Tây Thái Bình Dương. Loài cá này hiện chỉ được ghi nhận tại đảo san hô Kapingamarangi, thuộc quần đảo Caroline. Những ghi nhận về sự xuất hiện của A. chronixis ở ngoài khơi phía tây nam đảo Đài Loan và phía nam Nhật Bản có thể là xác định nhầm với những cá thể chưa trưởng thành của Acanthurus pyroferus.
A. chronixis được mô tả dựa trên một mẫu vật duy nhất được thu thập trong một khu vực rạn san hô trên nền đáy cát ở độ sâu chưa tới 6 m.

## Phân loại
A. chronixis có số lượng mẫu vật rất ít ỏi: ngoài mẫu gốc kể trên, 2 cá thể chưa trưởng thành (có thể) của loài này cũng được tìm thấy vào cùng thời điểm đó, và một cá thể khác được thu thập vào năm 1980. Do số lượng mẫu vật hạn chế, tình trạng phân loại của A. chronixis vẫn chưa chắc chắn.

## Loài nguy cấp
Kapingamarangi là một đảo san hô có diện tích khá nhỏ nhưng lại đông dân cư, và ngành kinh tế chính của cư dân nơi đây là đánh bắt cá. Rất có thể, A. chronixis đã bị đánh bắt quá mức tại hòn đảo này, nên loài cá này được xếp vào Loài sắp nguy cấp, theo IUCN.

## Mô tả
Chiều dài cơ thể tối đa được ghi nhận ở A. chronixis là 28 cm. A. chronixis có nhiều điểm tương đồng với loài họ hàng A. pyroferus (cũng có phạm vi phân bố trong cùng khu vực): có chung số gai vây lưng và hình thái khá giống nhau, đặc biệt là phần mõm nhô ra.
Tiêu bản của A. chronixis có màu nâu sẫm với hai đốm hình bầu dục nhỏ: một ở trên và một (mờ hơn) ở phía sau nắp mang. Gốc vây lưng có một dải màu nâu sẫm. Đuôi lõm sâu, hình cánh nhạn, thùy đuôi nhọn. Màu sắc khi còn tươi không được mô tả lại.
Số gai ở vây lưng: 8; Số tia vây mềm ở vây lưng: 26; Số gai ở vây hậu môn: 3; Số tia vây mềm ở vây hậu môn: 24; Số gai ở vây bụng: 1; Số tia vây ở vây bụng: 5.